# Scleromyzus corylopsis
Scleromyzus corylopsis är en insektsart. Scleromyzus corylopsis ingår i släktet Scleromyzus och familjen långrörsbladlöss. Inga underarter finns listade i Catalogue of Life.